# 음란물 출판사 등록취소 사건
음란물 출판사 등록취소 사건은 '도서출판 정인엔터프라이즈'라는 이름의 출판사가 발행한 성인 화보집 '세미-걸'에 대해 서초구청장이 음란하고 저속한 간행물이라는 이유로 출판사 등록을 취소하자, 이에 대해 출판사가 본 처분의 취소를 구하는 행정소송과 함께 본 처분의 근거가 된 법조문이 헌법에 맞지 않는다는 것을 이유로 헌법 소원을 제기한 사건이다. 그 소송과 심판의 결과, 문제가 되었던 법조항의 일부가 개정되었다.

## 사건의 배경
- 손00는 도서출판 정인 엔터프라이즈 라는 명칭으로 출판사를 차리고 세미-걸이라는 제목의 성인 화보집을 발행하여 유통시켰다. 이 화보집에 대하여 서울특별시 서초구청장은 '음란하고 저속한 간행물'이라는 이유로 정인 엔터프라이즈의 출판사 등록을 취소하였다.

- 출판사 대표 손00는 서울시의 결정이 부당하다고 취소를 구하는 행정소송을 서울 고등법원에 제기하였다.

- 손00는 행정소송 계속중 취소의 근거가 된 출판사 및 인쇄소의 등록에 관한 법률 제5조의 2 제5호가 헌법 제21조 제1항 언론·출판의 자유와 제11조 평등권 조항에 반한다면서 위 규정이 헌법에 반하는지의 판단을 법원에 구하였고, 법원이 이를 받아들여 헌법재판소에 위헌 여부를 물은 사건이다.

- 이 사건에 문제가 되었던 법 조항은 다음과 같다.

출판사 및 인쇄소의 등록에 관한 법 제5조의 2 제5호 - 음란 또는 저속한 간행물이나 아동에 유해한 만화 등을 출판하여 공중도덕이나 사회윤리를 침해하였다고 인정되는 경우 등록청은 당해 출판사의 등록을 취소할 수 있다.

## 위헌심판 제청 이유
- 제청법원의 위헌심판제청이유

⓵ '음란'이나 '저속'의 개념이 명확하지 못하여, 등록청의 자의적인 판단 우려가 있어 명확성의 원칙이나 명백하고 현존하는 위험의 원칙에 반할 수 있다.
⓶ 음란물이라고 판단되면 일률적으로 출판사의 등록을 취소할 수 있도록 규정한 것이 비례의 원칙에 위반될 소지가 있다.
- 제청신청인의 주장

위의 ⓵,⓶에 추가로 정기간행물은 등록 취소의 경우에 반드시 법원의 심판을 거쳐야 하나 세미-걸과 같은 비정기간행물은 등록청이 독자적으로 등록을 취소할 수 있기 때문에 평등원칙에 반한다고 주장하였다.

## 헌법재판소의 결정 요지

### 헌법상 보호되지 않는 언론·출판과 그 판단기준
언론·출판의 자유는 민주주의 발전과 인격의 발현수단으로 중요한 가치를 가지고, 시민사회 내부에 사상의 경쟁메커니즘이 존재하기 때문에 국가의 개입은 최소한에 그쳐야한다. 자유로운 사상의 경쟁에 의해 부적절한 표현물은 국가의 개입 없이도 걸러질 수 있기 때문이다. 따라서 언론·출판의 자유는 폭넓게 보호되어야 하며, 언론 출판으로 인한 해악이 존재 하더라도 1차적으로 시민 사회에서 스스로 해결되어야 하고 2차적으로 국가가 개입하는 것을 원칙으로 한다. 하지만 다음의 경우에는 헌법상 언론 출판의 자유에 의한 보호를 받을 수 없다.
1. 출판의 표현의 해악이 시민사회의 자기교정기능에 의해서도 처음부터 해소될 수 없는 정도인 경우
2. 다른 사상이나 표현에 의해 해소되기를 기다리기엔 너무 심대한 해악을 지녔을 경우

### 음란표현과 저속표현의 헌법적 평가의 상이
| 단 어 | 헌법재판소의 개념 정의 | 헌법의 보호 여부                         |
| 음 란 | 1)오로지 성적 흥미에만 호소하며, 하등의 문학적, 예술적, 과학적 또는 정치적 가치를 지니지 않은 것 2)시민사회의 사상 경쟁으로 해소되지 않는 표현으로 사회의 건전성을 해하는 것 | 언론 출판의 자유에 의해 보호되지 않는다. |
| 저 속 | 위의 “음란”의 정도에는 이르지 않는 성 표현 | 보호 한다.                               |

이 사건 법률조항 중 '음란한 간행물' 부분의 위헌 여부에 대한 판단에서, 헌법에 위반되지 않는다는 헌재의 판단 근거는 다음과 같다.

- '음란'이라는 표현은 명확한 개념이다

'음란'이라는 단어의 의미는 위에서 본 바와 같다. 대법원도 형법상의 '음란'의 개념을 해석하면서 대체로 위와 동일한 의미로 파악하여 왔다. 또한 대법원은 성에 관한 묘사의 정도, 수법, 비중, 표현하고자하는 사상과의 관련성, 예술성 등에 의한 성적 자극의 완화 정도, 전체적 내용이 주로 독자의 호색적 흥미를 돋우는지 여부 등을 고려하여 사회통념에 비추어 성적 도의관념에 반하는지 여부로 음란성을 판단하여야 한다고 하여 구체적 기준을 제시하여 왔다. 이 사건의 '음란'개념과 형법상의 '음란'개념을 다르게 볼 이유는 없다. 따라서 이 사건의 '음란'개념은 등록청에게 적절한 해석의 지침을 제시하고 있으며, 자의적인 해석의 가능성은 없다. 따라서 '음란'이라는 표현은 그 뜻이 애매모호하지 않은 명확한 개념으로 헌법에 위반되지 않는다.

- '음란물 출판사의 등록 취소'는 헌법에 위반되지 않는 제재이다.

| 등록 취소된 음란물의 출판업자의 권리 < 음란물 금지 및 유통억제라는 공익의 권리 |
음란 표현으로부터 사회의 건전한 성도덕을 보호하기 위하여 음란 간행물을 출판금지하고 유통을 억제 하고자 하는 입법목적은 정당하다. 또한 그러한 입법목적을 달성하기 위하여 간행물의 출판사를 등록 취소하는 제재는 적절한 수단이다.
'등록 취소의 위험성'이라는 측면에서 합헌적인 간행물의 출판과 유통에 위축적인 영향을 준다는 우려도 있을 것이다. 그럼에도 등록취소는 불가피한 수단이다. 현행 법제상 이미 발간된 음란출판물의 유통을 신속히 차단시키는 방법이 마련되어 있지 않기 때문이다. 수사단계에서의 음란물의 압수수색이나, 민사법상의 가처분제도 등은 실효적인 음란물 차단수단이 될 수 없다. 결국 출판사의 등록취소는 현행 법제상 불가피 하다.
또한 취소된 출판사는 출판사명만 바꾼다면 재등록을 함에 있어 법률상 아무런 제약이 없다. 그리고 이 사건 법률조항은 등록취소를 재량행위로 규정하고 있고, 법원에 의한 사후통제의 길도 열어 놓고 있다. 따라서 등록취소로 인하여 출판업자가 입는 기본권의 실질적 침해는 그리 크지 않다. 반면, 음란물의 출판금지와 유통억제의 필요성과 공익은 현저히 크다. 결국 음란물 출판사의 등록취소는 과잉금지의 원칙에 반하지 않는다.

- 평등원칙 위반 여부

정기간행물과 일반출판물은 사회적 기능에 차이가 있다. 정기간행물은 일반출판물에 비하여 정보전달의 연속성이 강하고, 다양한 정보의 제공으로 국민생활과 더욱 밀접한 관련이 있다. 따라서 정기간행물을 발행하고자 하는 자에게는 엄격한 등록요건을 요구하고 있으며, 등록이 취소되면 2년 이내에 재등록도 불가능하다. 결국 정기간행물과 일반출판물을 다르게 취급하는 것은 합리적인 이유가 있어서 평등원칙에 반하지 않는다.
이 사건 법률조항 중 '저속한 간행물' 부분의 위헌 여부에 대한 판단에서 헌법에 위반된다는 헌재의 판단근거는 다음과 같다.

- '저속'이라는 표현은 불명확한 개념이다.

'저속'은 음란에 이르지 않는 정도의 표현이라고 정의 된다. 이 정의는 '음란에 이르지 않는 정도'라는 의미와 범위를 확정할 수도 없을 정도로 매우 추상적이다. '저속'이라는 개념에 의해 제한되는 성적인 표현을 확정할 수 없기 때문에 출판을 하고자 하는 자는 어느 정도로 자신의 표현 내용을 조절해야 하는지 도저히 알 수가 없다. 따라서 저속은 명확하지 않은 개념으로 헌법에 반한다.
- '저속한 간행물 출판사의 전면 등록 취소'는 헌법에 반하는 제재이다.

| 저속한 간행물 출판사의 등록 취소는 성인의 알 권리를 침해한다. |
청소년의 건전한 심성을 보호하기 위해서 퇴폐적인 성 표현이나 지나치게 폭력적이고 잔인한 표현을 담은 저속한 간행물을 규제할 필요성은 분명 존재한다. 이러한 저속출판물에 대한 제재 범위는 좁게 설정되어 청소년에 대하여만 유통을 금지시키도록 하여야 한다.
그러나 문제가 된 조문은 '저속한 간행물'의 출판을 전면 금지하고 나아가 출판사의 등록을 취소시킬 수 있도록 하고 있다. 이는 청소년 보호라는 이유로 성인이 볼 수 있는 것까지 전면 금지시키는 것으로 '성인의 알권리'를 침해하는 것이다. 따라서 청소년 보호의 과도한 수단으로 성인의 권리를 침해하는 '저속 간행물 출판사의 등록 취소'는 헌법에 반한다.

## 헌법재판소 결정 이후 행정소송의 결과
헌법재판소의 위와 같은 판결 이후에 서울고등법원은 '저속한 간행물'에 관한 부분은 위헌이므로 등록취소처분의 근거가 될 수 없다고 판단하였다. 또한 대법원의 음란성 판단에 관한 법리와 세계적인 성표현 자유화 경향, 우리 사회의 인식 변화 등을 고려할 때, '세미-걸'이라는 성인화보집은 '음란한 간행물'에 해당한다고 단정할 수 없다 하여 서초구청장의 등록취소 처분을 취소하는 판결을 선고하였다.

## 추가 정보
- 음란에 대한 대법원과 헌법재판소의 판단기준

1. 대법원의 판단기준
대법원은 음란을 "일반 보통인의 성욕을 자극하여 성적 흥분을 유발하고 정상적인 성적 수치심을 해하여  건전한 성풍속이나 선량한 성적 도의관념에 반하는 것."이라고 정의하고 있다.
2. 헌법재판소의 판단기준
음란이란 "인간존엄 내지 인간성을 왜곡하는 노골적이고 적나라한 성표현으로서 오로지 성적 흥미에만 호소할 뿐 전체적으로 보아 하등의 문학적, 예술적, 과학적 또는 정치적 가치를 지니지 않은 것."이라고 정의하고 있다.
3. 학계의 평가
대법원의 음란 개념은 추상적이고 너무 간단하여 음란물 여부의 판단에 판사의 주관이 과도하게 개입할 여지를 제공해 그 판단이 자의적이고 일관성이 결여 될 수 있다는 비판이 있다. 또한 변화된 성문화관과 시민사회의 구성원들의 자정능력을 고려하지 않은 것이라는 비판과  음란성의 개념이 시대와 장소에 따른 성풍속과 성도덕 등에 따라 달라지는 가변적 개념이라는 점을 전제하더라도, 너무나 포괄적·추상적이어서 죄형법정주의에 반한다는 비판이 있다.
반면 헌법재판소의 판단기준에 대해서는 음란 개념을 대폭 좁히고, 성도덕 위배라는 애매한 기준이 배제되어 있어 타당하며, 법원이 헌법재판소의 견해를 받아들여야 한다는 견해가 있다.
4. 외국의 사례
일본 - 일본 최고재판소는 1951년에 '선데이 오락' 잡지의 음란성 여부와 관련하여 다음의 세 가지 요소를 제시하면서 '선데이 오락'의 음란성을 인정하였다. ⅰ) 공연히 성욕을 흥분시키거나 자극시키고 ⅱ) 보통 사람의 정상적인 성적 수치심을 해하며 ⅲ) 선량한 성적 도의관념에 반하여야 음란성을 인정할 수 있다고 보았다. 이것을 3요소설이라 하며 현재까지 음란성 판단의 근간을 이루고 있다. 우리나라 대법원은 일본의 3요소설을 받아들인 것으로 평가 받고 있다.
미국 - 미국 연방대법원은 1973년 Miller v. California 판결에서 음란성 판단의 3단계 기준을 제시하였다. ⅰ) 지역공동체의 평균인이 느끼기에 그 표현물이 '호색적 흥미에 호소'하는 것으로 받아들여지고, ⅱ) 표현물이 적용가능한 법에 구체적으로 정의된 대로 성적 행위를 '명백히 공격적인 방법으로 묘사'하며, ⅲ) 전국적 기준에서 판단했을 때 표현물이 "중대한 문학적, 예술적, 정치적 혹은 과학적 가치를 결하는 것."이어야 한다. 이러한 미국 연방대법원의 음란성 판단 기준은 세계 여러 나라 사법부에 영향을 끼치고 있다.
- 언론 출판의 자유의 보호영역과 음란표현

이 사건에서 헌법재판소는 "음란표현은 대한민국 헌법 제21조가 규정하는 언론·출판 자유의 보호영역 밖에 있다."라고 판시 하였다. 그러나 최근 음란표현이 언론·출판의 자유의 보호영역 밖에 있다고 해석할 경우 음란표현을 규제하는 행위에 대하여는 합헌성 심사를 포기하는 결과가 되어 결국 음란표현에 대한 최소한의 헌법상 보호마저도 부인하게 될 위험성이 있으므로 음란표현은 언론·출판의 자유의 보호영역 내에 있다고 판시하여, 종전 견해를 변경하였다.(헌법재판소 재판관 3인은 음란표현이 표현의 자유의 보호영역에 속하지 않아도 다른 기본권의 보호영역에 속할 수 있으며, 음란표현의 경우에도 명확성 원칙 위반여부의 심사는 한다는 점을 들어 견해 변경에 반대하였다.)

## 판결 이후 나타난 변화
- 이 사건 법률조항의 개정

이 사건에서 문제가 되었던 법 조항 『출판사 및 인쇄소의 등록에 관한 법률 제 5조의 2 제 5호』는 헌법재판소의 위헌결정 이후에 개정되었다. 이 개정을 통하여 종전의 '음란 또는 저속한 간행물'에서 '저속'을 삭제하여 '음란한 간행물'로 변경되었다. 이후 2002. 8.26. 『출판사 및 인쇄소의 등록에 관한 법률』은 폐지되고, 『출판문화산업 진흥법』으로 대체되었다.
- 대법원의 헌법재판소 견해 수용

대법원은 수십 년 동안 음란개념을 동일하게 이해하여 왔다. 다만 1995년 마광수 교수의 '즐거운 사라'사건에서 ⅰ)묘사의 정도와 수법 ⅱ)문서 전체에서의 묘사가 차지하는 비중 ⅲ)문서에 표현된 사상과 묘사와의 관련성 ⅳ) 문서의 구성이나 예술성, 사상성 등에 의한 성적 자극의 완화정도 ⅴ) 문서 전체를 보아 주로 독자의 호색적 흥미를 돋우는 것으로 인정되느냐의 여부 등을 종합적으로 고려하여야 한다고 하여 구체적 판단 기준을 제시 하였다.
1998년 헌법재판소의 판결 이후 에도 대법원은 기존의 음란 개념을 고수하여 왔다. 2000년 장정일의 소설 '내게 거짓말을 해봐' 사건과 2005년 '김인규 미술교사'사건까지 대법원의 견해는 이어져 왔다. 그러다 최근 '인터넷비디오물'사건에서는 "사람의 존엄성과 가치를 심각하게 훼손·왜곡하였다고 평가할 수 있을 정도로 노골적인 방법에 의하여 성적 부위나 행위를 적나라하게 표현 또는 묘사한 것으로서, 사회통념에 비추어 전적으로 또는 지배적으로 성적 흥미에만 호소하고 하등의 문학적·예술적·사상적·과학적·의학적·교육적 가치를 지니지 아니하는 것을 뜻한다고 볼 것."이라고 판시하였다. 이 판례에 대하여 헌법재판소에서 제시한 음란성 개념을 대법원이 수용하였다고 평가하고 있다.

## 유사사건
미성년자보호법 제2조의2 제1호등 위헌제청 사건

청소년의성보호에관한법률 제2조 제3호 등 위헌제청 사건

## 참고자료
- 헌재 1998. 4.30. 선고 95헌가16 판결
- 헌재 2009.05.28. 선고 2006헌바109 판결 보관됨 2018-11-09 - 웨이백 머신, 헌법재판소
- 대법원 1995. 6.16. 선고 94도1758 판결
- 대법원 2008. 3.13. 선고 2006도3558 판결
- 서울고등법원 1998. 7.29 선고 95구6078 판결
- 박상진 <음란물죄의 비판적 고찰> 비교형사법연구 제7권 제1호, 2005
- 박혜진 <형법상 음란행위의 음란성과 그 판단기준에 대한 비판적 고찰> 비교형사법연구 제11권 제1호, 2009
- 이인호 <음란물출판사등록취소사건> 헌법실무연구 제1권, 2000
- 이인호 <대법원의 음란개념과 새로운 해석 관점> 법률신문, 2003. 1.20.
- 임지봉 <대법원의 음란성 판단기준에 대한 비판적 검토> 민주법학 제29호 2005
- 오영근 ≪형법각론≫ 박영사 2002